# Alleuze (Fluss)
Die Alleuze (auch Ruisseau des Ternes genannt) ist ein Fluss in Frankreich, der im Département Cantal in der Region Auvergne-Rhône-Alpes verläuft. Sie entspringt unter dem Namen Ruisseau de Cussac beim Weiler Les Rials, im südlichen Gemeindegebiet von Paulhac, entwässert generell in südöstlicher Richtung durch den Regionalen Naturpark Volcans d’Auvergne und mündet nach rund 23 Kilometern im Gemeindegebiet von Alleuze im Rückstau der Barrage de Grandval als rechter Nebenfluss in die Truyère.

## Namensgebung
Die Namensgebung des Flusses ist sehr abwechslungsreich:
- Ruisseau de Cussac im Oberlauf, danach
- Ruisseau des Ternes
- Jurol im Bereich der Gemeinde Les Ternes, danach wiederum
- Ruisseau des Ternes sowie
- Alleuze im Mündungsbereich

## Orte am Fluss
(Reihenfolge in Fließrichtung)
- Les Rials, Gemeinde Paulhac
- Cussac
- Les Ternes
- Sériers, Gemeinde Neuvéglise-sur-Truyère
- Alleuze

## Sehenswürdigkeiten
- Château d’Alleuze, Festung aus dem 14. Jahrhundert im Mündungsbereich des Flusses – Monument historique[4]